# Носовский сельсовет (Волоколамский район)
Носовский сельсовет — упразднённая административно-территориальная единица, существовавшая на территории Московской губернии и Московской области до 1939 года.
Носовский с/с возник в первые годы советской власти. В 1921 году он входил в состав Буйгородской волости Волоколамского уезда Московской губернии.
По данным 1926 года в состав сельсовета входил 1 населённый пункт — Носово.
В 1929 году Носовский с/с был отнесён к Волоколамскому району Московского округа Московской области. При этом к нему был присоединён Отчищевский с/с. В состав Носовского с/с вошли селения Носово и Отчищево.
17 июля 1939 года Носовский с/с был упразднён. При этом его территория (селения Носово и Отчищево) была включена в Никольский с/с.